# Michal Horňák
Michal Horňák (Vsetín, 1970. április 28. –) cseh válogatott labdarúgó.

## Pályafutása

### Klubcsapatban
Pályafutását Sparta Praha csapatában kezdte 1988-ban. Egy évvel később az Union Cheb együtteséhez került, de egy szezon után visszatért a Spartahoz. 1991 és 2001 között csapatával háromszor nyerte meg a csehszlovák és hétszer a cseh bajnokságot. Egyszeres csehszlovák és cseh kupagyőztes. 2001-ben az osztrák LASK Linz szerződtette, ahol két szezont játszott. A 2003–2004-es idényben az SFC Opava játékosa volt. 

### A válogatottban
1995 és 1999 között 38 alkalommal szerepelt a cseh válogatottban és 1 gólt szerzett. Részt vett az 1996-os Európa-bajnokságon, ahol ezüstérmet szereztek és az 1997-es konföderációs kupán, ahol a harmadik helyen végeztek.

## Sikerei, díjai
Sparta Praha
- Csehszlovák bajnok (3): 1988–89,1990–91, 1992–93
- Csehszlovák kupa (1): 1991–92
- Cseh bajnok (7): 1993–94, 1994–95, 1996–97, 1997–98, 1998–99, 1999–00, 2000–01
- Cseh kupa (1): 1995–96

Csehország
- Európa-bajnoki döntős (1): 1996
- Konföderációs kupa bronzérmes (1): 1997